# Scutiger sikimmensis
Scutiger sikimmensis és una espècie de granota de la família dels megòfrids. Es troba a la major part del Nepal, part del nord de l'Índia (Bengala Occidental, Sikkim i Meghalaya) i al sud de la província de Xizang, Xina. Probablement la seva distribució és major, incloent les zones entre les localitats on sí que s'ha trobat, com podria ser Bhutan. Habita entre els 2.700 i 5.000 metres d'altitud.
És una espècie alpina associada a petits cursos d'aigua, a pantans i a boscos i pastures limítrofes. Es reprodueix als rierols. La seva major amenaça és l'ús de l'aigua d'aquests rierols per l'agricultura.